# 広瀬満正

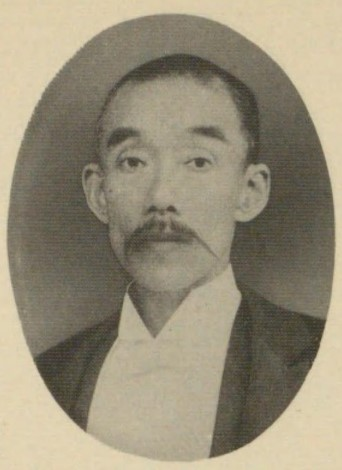
広瀬満正

広瀬 満正（ひろせ みつまさ、1860年1月10日（安政6年12月18日）- 1928年（昭和3年）12月5日）は、明治から大正時代の政治家、実業家。貴族院多額納税者議員。

## 経歴
広瀬宰平の長男として伊予国新居郡金子村久保田（現愛媛県新居浜市久保田町）に生まれる。東京外国語学校を卒業後、郷里に帰り中萩、金子両村で数千ヘクタールに及ぶ開墾を行う。ほか、川崎汽船や朝鮮殖産銀行などの重役も務めた。
1911年（明治44年）愛媛県多額納税者として貴族院議員に互選され、同年9月29日から1918年（大正7年）9月28日まで在任した。

## 家族・親族
- 父：広瀬宰平（初代住友総領事）
- 従弟（兼義兄）：伊庭貞剛（2代住友総領事）
- 妻：広瀬よね子（旧姓：伊庭）
- 甥：北脇昇（画家）